# Temporada de huracanes del Pacífico de 2016
La temporada de huracanes del Pacífico de 2016 fue otra temporada activa que produjo un total de veintidós tormentas nombradas, trece huracanes y seis huracanes mayores. Aunque la temporada fue muy activa, fue considerablemente menos activa que la temporada anterior; presenta períodos esporádicos de inactividad, particularmente al comienzo y al final de la temporada. La temporada inició oficialmente el 15 de mayo en el Pacífico oriental e inició el 1 de junio en el Pacífico central, estos finalizarán el 30 de noviembre de 2016 en ambas zonas. Estas fechas delimitan convencionalmente el período de cada año cuando la mayor parte de ciclones tropicales se forman en el océano Pacífico. Sin embargo, como se forma por el huracán Pali, que se convirtió en el primer ciclón tropical del Pacífico más temprano de la temporada y de la historia, la formación de ciclones tropicales es posible en cualquier momento. Sin embargo, como lo ilustra el huracán Pali, que se convirtió en el primer ciclón tropical del Pacífico Central registrado, la formación de ciclones tropicales es posible en cualquier época del año. Sin embargo, después de Pali, la temporada activa tuvo un comienzo lento, convirtiéndose en la primera temporada desde 2011 en la que no se produjeron ciclones tropicales en mayo, y también la primera desde 2007 en que no se formaron tormentas en el mes de junio.
El huracán Darby rozó las islas hawaianas como una tormenta tropical que solo causó daños menores; mientras que los huracanes Lester y Madeline también amenazaron con tocar tierra en Hawái, pero se debilitaron significativamente antes de acercarse a las islas. Tanto la tormenta tropical Javier como el huracán Newton tocaron tierra en México, y este último fue responsable de al meno nueve víctimas mortales al desembarcar cerca de Baja California Sur. El huracán Ulika fue una tormenta rara y errática que giro hacía 140°W un total de tres veces. El huracán Seymour se convirtió en la tormenta más fuerte de la temporada, que se formó a fines de octubre. Finalmente, a fines de noviembre, el huracán Otto del Atlántico realizó un inusual cruce sobre América Central, emergiendo en el Pacífico oriental como una tormenta tropical moderada, pero se disipó poco después.

## Pronósticos
Los pronósticos incluyen cambios semanales y mensuales en factores importantes que ayudan a determinar la cantidad de tormentas tropicales, huracanes y huracanes importantes dentro de un año en particular. Según Administración Nacional Oceánica y Atmosférica (NOAA), la temporada promedio de huracanes en el Pacífico entre 1981 y 2010 contenía aproximadamente 15 tormentas tropicales, 7 huracanes y 3 huracanes mayores. La  Administración Nacional Oceánica y Atmosférica (NOAA) generalmente clasifica una temporada como superior al promedio, promedio o inferior al promedio según el índice ACE acumulativo, pero ocasionalmente también se considera el número de tormentas tropicales, huracanes y huracanes importantes dentro de una temporada de huracanes.

### Previsiones de pretemporada
El 6 de mayo de 2016, el Servicio Meteorológico Nacional (SMN) emitió su primer pronóstico para la temporada de huracanes en el Pacífico, pronosticando una temporada por debajo del promedio con 10 tormentas nombrada, 7 huracanes y 3 huracanes mayores. 

### Previsiones en la media temporada
El 27 de mayo del mismo año, la Administración Nacional Oceánica y Atmosférica (NOAA) lanzó su punto de vista, la previsión de 13-20 tormentas nombradas, 6-11 huracanes y 3-6 huracanes mayores. La Administración Nacional Oceánica y Atmosférica (NOAA) admitió que esta temporada sería difícil de predecir debido a las condiciones cambiantes, pero ambas organizaciones mencionaron la disipación de El Niño y la formación de un evento de La Niña, lo que resultó en la predicción de una temporada casi normal en ambas cuencas. En el Pacífico Central, entre cuatro y siete ciclones se formarían o entrarían dentro de la cuenca, citando una probabilidad igual del 40% de una temporada por encima de lo normal o casi normal.

## Resumen de la temporada

Cuatro ciclones tropicales activos el 22 de julio de 2016. De izquierda a derecha: Darby, Estelle, Ocho-E (que pronto se convertiría como Georgette), y Frank

Al comenzar el nuevo año, Pali se formó el 7 de enero de 2016, dos días antes de la formación de la tormenta tropical Winona de la temporada de 1989. Posteriormente Pali superó el récord del huracán Ekeka y se convirtió en huracán el 11 de enero. Cuando Pali alcanzó una intensidad máxima de 100 mph (155 km/h), superó a Winona convertirse en el ciclón tropical más fuerte de enero al este de la fecha. Pali también alcanzó una baja latitud récord de 2.0°N, superando el récord de Nueve-C de 2.2°N para convertirse en el ciclón tropical más austral del que se tenga registro en el hemisferio occidental. Aunque Pali se formó en enero, la temporada comenzó de manera muy inactiva; por primera vez desde la temporada de 2011, no se formaron depresiones o tormentas tropicales durante el mes de mayo, y no se formaron tormentas con nombre durante junio desde la temporada de 2007.
Agatha formó el 2 de julio, la última tormenta con el nombre primero en el Pacífico oriental propiamente dicho desde 1969. A pesar de esto, la temporada estableció un récord para la mayoría de las tormentas durante la primera quincena de julio. Cuando Georgette se formó el 21 de julio, se convirtió en la séptima tormenta nombrada en formarse en el mes de julio; igualando el récord anterior establecido en 1985 y 2015 para el julio más activo desde que comenzaron los registros confiables. Y cuando Frank se convirtió en huracán (después de que Georgette se intensificara como un huracán), marcó un récord de cinco huracanes en el mes de julio. Finalmente, Howard se formó el 31 de julio, sin embargo, no fue nombrado hasta el 1 de agosto. A pesar de eso, la temporada empató el récord establecido junto con la temporada de 1985 con las tormentas más nombradas en julio. La actividad en agosto fue ligeramente menos activa que en julio. Lester y Madeline amenazaron a la Isla Grande con la fuerza de un huracán. Lester pasó al norte de las islas, Madeline trajo algo de lluvia cuando la tormenta se disipó al sur de Hawái.

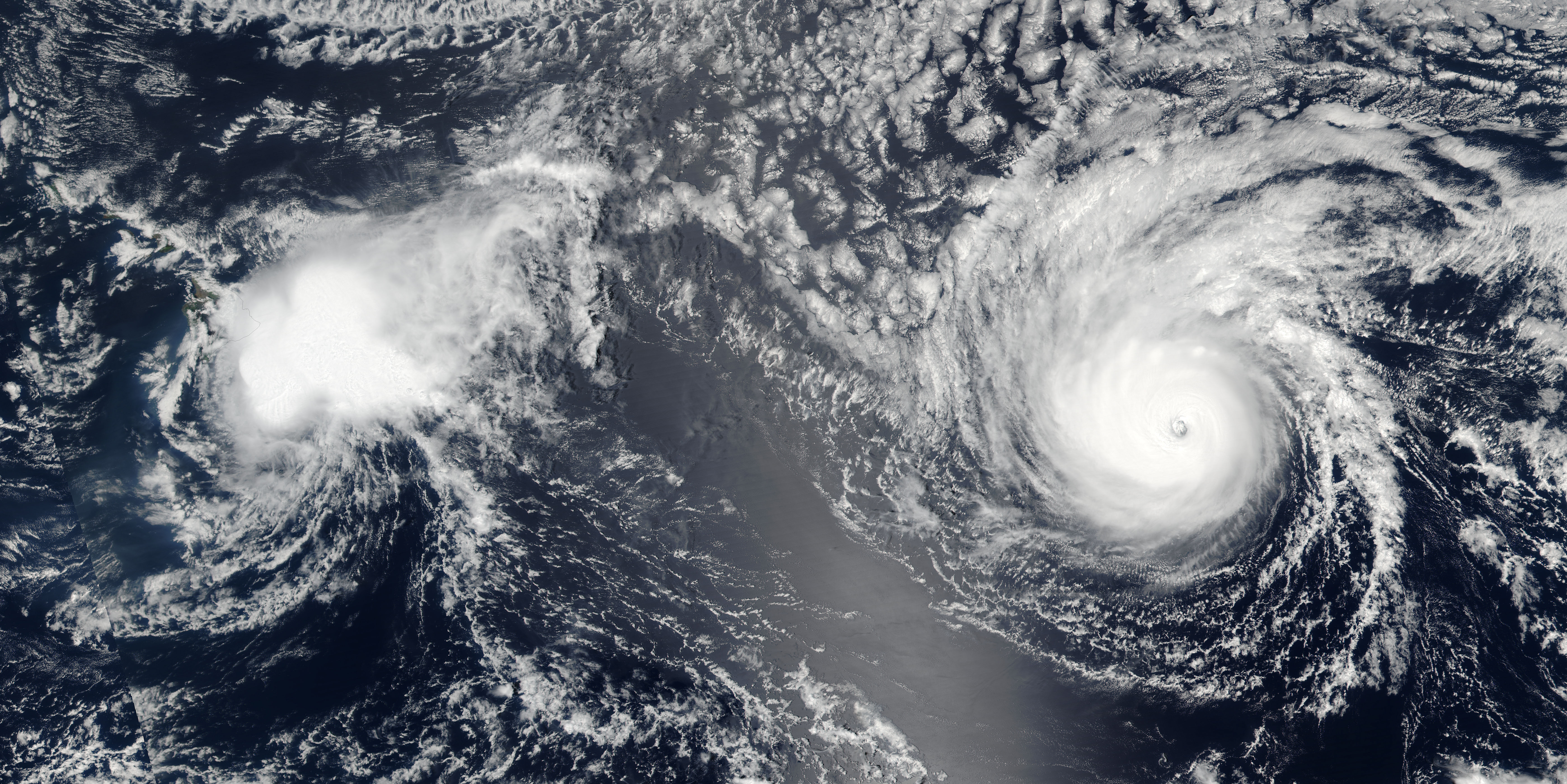
La huracán Madeline que se debilita cerca de Hawái el 31 de agosto de 2016, junto con el huracán Lester mucho más fuerte hacia el este

Javier y Newton siguieron caminos similares cerca de la costa mexicana, y ambos tocaron tierra en la península de Baja California en agosto y principios de septiembre, respectivamente. Después de que Newton condujo en septiembre; Los huracanes Orlene, Paine y la tormenta tropical Roslyn siguieron su formación lejos de la tierra. El huracán Ulika se convirtió en el primer ciclón tropical registrado en cruzar 140°W tres veces; también se convirtió en la primera tormenta con nombre en la cuenca del Pacífico Central desde huracán Pali en enero. Ulika fue la primera tormenta desde Ela de la temporada de 2015 en formarse en el Pacífico Oriental, pero no se la nombró hasta que ingresó al Pacífico Central. Después de un octubre inusualmente silencioso, el huracán Seymour se convirtió en el sexto huracán mayor de la temporada, así como en el más fuerte. La tormenta tropical Tina se formó cerca de la costa de México a mediados de noviembre. A fines de noviembre, la tormenta tropical Otto ingresó a la cuenca desde el Atlántico, convirtiéndose en el ciclón decimoctavo en hacerlo; sin embargo, se disipó rápidamente debido a condiciones desfavorables.
El índice de Energía Ciclónica Acumulada (ECA) para la temporada de huracanes en el Pacífico de 2016, en total es 184.042 unidades (144.3775 unidades desde el Pacífico oriental y 39.07 unidades desde el Pacífico central). Siendo ser la décima temporada más altas en términos del ECA. En términos generales, La Energía Ciclónica Acumulada es una medida de la potencia de una tormenta tropical o subtropical multiplicada por el tiempo que existió. Solo se calcula para avisos completos en sistemas tropicales y subtropicales específicos que alcanzan o superan las velocidades del viento de 39 mph (63 km/h).

## Ciclones tropicales

### Huracán Pali
Iniciando el año 2016 y durante el pico de intensidad de El Niño, la debilitada depresión tropical Nueve-C dejó un área extensa de humedad por todo el Pacífico ecuatorial. Una intensa corriente de viento occidental estimuló la ciclogénesis de una perturbación, resultando la formación de un área de baja presión. El 6 de enero, la baja presión, ubicado a 1483 kilómetros al sur del atolón Johnston y muy cercano al ecuador, mostró un amplio centro de circulación de magnitud baja con bandas convectivas en proceso de consolidación. A pesar de encontrarse cercano a una cizalladura vertical de viento de moderada a fuerte al este, el entorno fue muy favorable para una ciclogénesis y a mediados del 7 de enero, se declaró la formación de la depresión tropical Uno-C, ubicado a 2410 kilómetros al suroeste del archipiélago hawaiano. Con un incremento en su organización y temperatura del mar favorable, la CPHC lo promovió a tormenta tropical y lo nombró: Pali.
Inició su desplazamiento al noroeste, pudo intensificarse y alcanzó su primer pico de intensidad de vientos de 100 km/h, debido a la influencia de la corriente de viento occidental y temperatura del mar cálida, aunque una cizalladura vertical de viento intensa empezó a erosionar su convección profunda y su centro de circulación, disminuyendo su intensidad hasta por la mínima y una amplia vaguada de magnitud baja disminuyó su velocidad de desplazamiento hasta estacionarlo. Después de resumir su desplazamiento ahora al norte y con temperatura del mar de entre 28 y 28,5 grados centígrados, la formación de un aparente ojo en las imágenes de satélite, un frente de ráfaga mejorado y la formación de bandas nubosas indicaron su metamorfosis a huracán. Por lo tanto, el Centro de Huracanes del Pacífico Central promovió al Pali a la categoría uno de huracán a las 03:00 UTC del 12 de enero y se convirtió en el primer huracán del mes de enero en el Pacífico central desde el huracán Ekeka de 1992 a quien lo superó en fecha de formación. Con un desplazamiento al sur-suroeste alcanzó su segundo pico de intensidad, de categoría dos, a las 21:00 UTC de aquel día con vientos de 155 km/h y una presión mínima de 977 hPa. Precisamente por su desplazamiento al sur en dirección al ecuador, sumado a otra intensa cizalladura de viento al suroeste y la ausencia de la corriente de viento, provocaron el debilitamiento abismal de la tormenta. Fue degradado a categoría uno a las 21:00 UTC del siguiente día, a tormenta tropical a las 03:00 UTC del 14 de enero y a depresión tropical a las 15:00 UTC. Después de proliferaciones inútiles de convección y a un grado y medio al norte del ecuador, el Pali fue declarado un sistema de remanentes, con centro de circulación corrupto y elongado. Aunque se dejaba la posibilidad, mínima, de que el sistema regenerara a medida que se desplace al oeste.
El huracán Pali tuvo graves impactos en Kiribati. La marejada ciclónica de Pali causó importantes inundaciones costeras, y la nación insular reportó importantes daños a la propiedad. Pali también provocó que un carguero encallara en la costa de Kiribati, matando a cuatro personas.

### Depresión tropical Uno-E
El 4 de junio, el Centro Nacional de Huracanes (NHC) un área para su posible desarrollo. Durante los próximos días, las probabilidades de que la tormenta se formara eran bajas. Sin embargo, inesperadamente, el 6 de junio, se publicaron avisos sobre la Depresión tropical Uno-E. Esto llevó al Gobierno de México a emitir un Observatorio de tormentas tropicales para su costa. El 7 de junio la tormenta se debilitó ligeramente. El 8 de junio, la tormenta llegó a México cerca del Golfo de Tehuantepec y se disipó.
Como medida de precaución, se abrieron refugios temporales en Chiapas. La depresión causó daños menores en Oaxaca, principalmente dentro del municipio de Salina Cruz. Las fuertes lluvias llevaron a algunas inundaciones de la calle y un sumidero que dañó una casa.

### Tormenta tropical Agatha
El 30 de junio, el Centro Nacional de Huracanes comenzó a monitorear un área para su posible formación. El 1 de julio, la organización aumentó inesperadamente. Siete horas después, a principios del 2 de julio, la perturbación tropical se fortaleció en depresión tropical Dos-E. El sistema se organizó rápidamente, y más tarde ese día, el Centro Nacional de Huracanes actualizó en la tormenta tropical Agatha. Agatha se fortaleció ligeramente a la intensidad máxima el 3 de julio. Los vientos llegaron a 50 mph. Poco después, Agatha se debilitó ligeramente, con vientos que bajaron a 40 mph más tarde ese día. La tormenta continuó hacia el oeste durante los próximos dos días. El 5 de julio, Agatha se transforma como un ciclón post-tropical.
Con el nombramiento de Agatha casi dos meses en la temporada (el 2 de julio), la tormenta es la segunda tormenta más reciente en el Pacífico oriental propiamente dicha: solo la tormenta tropical Ava, que alcanzó la intensidad de tormenta tropical el 3 de julio de 1969, se formó más tarde. la temporada.

### Huracán Blas
El 27 de junio de 2016, el Centro Nacional de Huracanes comenzó a monitorear una onda tropical que se desplazaba por América Central para su posible desarrollo. El 30 de junio se formó una zona de baja presión al suroeste de México y a comienzos del 3 de julio, la tormenta ganó suficiente organización como para ser designada como depresión tropical Tres E. Seis horas más tarde, en un entorno favorable con altas temperaturas de la superficie del mar y una disminución de la cizalladura vertical del viento, se intensificó en la tormenta tropical  que fue nombrada Blas. Se produjo un fortalecimiento constante, y Blas se intensificó en un huracán de categoría 1 el 4 de julio. La intensificación se estancó durante el resto de ese día cuando el aire seco se envolvió en la circulación; sin embargo, Blas comenzó a intensificar rápidamente el 5 de julio, y se convirtió en el primer huracán mayor de la temporada a partir de la noche de ese día. El 6 de julio, Blas alcanzó rápidamente la intensidad máxima en la como un huracán de categoría 4 en la Escala de huracanes de Saffir-Simpson. Blas se debilitó a un huracán de categoría 3 poco después, antes de pasar a un ciclón tropical anular y mantener la intensidad. Sin embargo, Blas pronto pasó por alto la disminución de las temperaturas de la superficie del mar, lo que resulta en una tendencia de debilitamiento lento; Blas se debilitó por debajo del estado de huracán mayor a última hora del 7 de julio. y hasta un huracán de categoría 1 para el día siguiente. Blas se convirtió en una tormenta tropical el 9 de julio. como el debilitamiento se aceleró en medio de una masa de aire estable y el aumento de la cizalladura del suroeste. Sobre temperaturas de la superficie del mar de 24°C (75°F), Blas se debilitó a una depresión tropical el 10 de julio, y degeneró en un ciclón post-tropical poco después.
La humedad asociada con los remanentes de Blas provocó lluvias en Hawái. Los totales máximos de lluvia diarios oscilaron principalmente entre 1 a 2 pulgadas (25 a 50 mm) y no causaron inundaciones graves.

### Huracán Celia
El 27 de junio de 2016, el Centro Nacional de Huracanes comenzó a monitorear una onda tropical en América Central. La onda ingresó al Pacífico oriental al día siguiente, y finalmente obtuvo la organización suficiente como para ser declarada depresión tropical antes de las 21:00 UTC del 6 de julio. El ciclón recién formado inicialmente luchó para intensificarse con afloramiento resultante del huracán Blas, pero un nublado central denso y varias bandas en espiral provocaron una actualización a la tormenta tropical que fue nombrada Celia antes de las 15:00 UTC del 8 de julio. Celia comenzó a intensificarse después de mudarse a aguas más cálidas, obteniendo intensidad de huracán de categoría 1 a las 21:00 UTC del 10 de julio y alcanzando un máximo como huracán de categoría 2 con vientos de 100 mph (155 km/h) la tarde siguiente. A partir de entonces, las aguas progresivamente más frías causaron que el sistema se debilitara: cayó por debajo de la intensidad del huracán antes de las 09:00 UTC del 13 de julio. debilitado a una depresión tropical antes de las 21:00 UTC del 15 de julio después de ingresar al Pacífico Central, y degeneró en una baja remanente al este-noreste de Hawái seis horas más tarde.
Aunque los remanentes de Celia pasaron al norte de Hawái, interrumpieron los vientos alisios típicos, lo que provocó una mayor humedad en todo el grupo de la isla y lluvias breves pero fuertes sobre el centro de Oahu y las laderas de barlovento de Maui y la Isla Grande el 18 de julio. varió de 1 a 2.5 pulgadas (25 a 65 mm), lo que provocó advertencias de inundación repentina. Además de la lluvia, grandes olas de hasta 15 pies (4,6 m) generadas por Celia y sus restos afectaron las orillas orientadas al este de las islas hawaianas. lo que resulta en avisos de surf alto. Estas olas produjeron olas violentas que causaron dos muertes por ahogamiento en la costa sureste de la isla de Oahu el 16 de julio.

### Huracán Darby
En las dos primeras semanas de julio, se formaron cinco sistemas de baja presión en el Pacífico oriental. La cuarta de ellas fue notada por primera vez por el Centro Nacional de Huracanes el 9 de julio; estaba ubicado en un entorno favorable, y se esperaba que se convirtiera en una tormenta tropical .El 11 de julio, la baja se mejoró a depresión tropical Cinco-E.  El 12 de julio, la depresión se intensificó en una tormenta tropical, y se le asignó el nombre de Darby; al día siguiente alcanzó el estado de huracán. Más tarde se fortaleció en un huracán de categoría 2 el 15 de julio. El 16 de julio, a pesar de viajar sobre aguas más frías, Darby se convirtió inesperadamente en un huracán de categoría 3. Sin embargo, 6 horas después, Darby se debilitó nuevamente a un huracán categoría 2. Durante los siguientes cuatro días, Darby gradualmente se degradó en aguas más frías a medida que la tormenta avanzaba hacia el oeste, hacia Hawái. Pero, a medida que avanzaba más cerca de la zona, se fortaleció nuevamente, lo que provocó la emisión de varias advertencias y avisos de tormentas tropicales para las islas hawaianas. En la medianoche del 24 de julio, tocó tierra cerca de Pahala de la Isla Grande. Cruzando la isla como una tormenta tropical mínima, fue el primero en hacerlo desde el huracán Iselle de la temporada de 2014. Se produjo un leve debilitamiento cuando Darby atravesó la isla, sin embargo, la tormenta retuvo una mínima fuerza de tormenta tropical cuando la tormenta comenzó a moverse hacia el noroeste. El 25 de julio, Darby fue degradado a una depresión cerca de Oahu y degradado a un remanente bajo 18 horas más tarde.

### Tormenta tropical Estelle
En la línea de ciclones tropicales continuos con el mismo camino, lo bajo que se convertiría en Estelle comenzó a ser monitoreado el 14 de julio de 2016. Menos de un día después de haber sido designado como un sistema de baja presión el 15 de julio, cuando pasó a ser depresión tropical Seis-E. El 16 de julio, se formó la quinta tormenta tropical de la temporada del Pacífico oriental, a la que se le asignó el nombre Estelle. Para el 18 de julio, Estelle se había fortalecido en una tormenta de 70 mph (110 km/h), justo debajo del estado de huracán, sin embargo, se debilitó ligeramente después. Estelle continuó manteniendo su fuerza, sin embargo, para el 20 de julio, no se pronosticaba que la tormenta se convertiría en un huracán y comenzó a degradarse en aguas más frías al noreste de Hawái. El 22 de julio, Estelle se debilitó a una tormenta de 40 mph (65 km/h) y se degradó a un nivel remanente más tarde ese mismo día.

### Huracán Frank
El 16 de julio de 2016, el Centro Nacional de Huracanes notó que se preveía que un área de baja presión se formaría al sur de México en unos pocos días. Una amplia área de baja presión se formó bien al sur-sureste de Acapulco, México tres días después, eventualmente organizándose en la tormenta tropical que fue nombrada Frank antes de las 21:00 UTC del 21 de julio. Dirigido al noroeste y luego al oeste-noroeste, el ciclón se intensificó constantemente en un entorno favorable; para el 25 de julio, sin embargo, Frank pasó aguas más frías como resultado de los ciclones anteriores, lo que causó el debilitamiento. El sistema se volvió a intensificar después de entrar en aguas cálidas, convirtiéndose en el quinto huracán que marca el récord durante el mes a las 15:00 UTC del 26 de julio y alcanzando un máximo de 80 mph (140 km/h) doce horas después. Los efectos negativos de las aguas más frías comenzaron a obstaculizar el sistema poco después, lo que provocó que Frank se debilitara a causa de una tormenta tropical antes de las 15:00 UTC del 27 de julio. se degrada como una depresión tropical antes de las 15:00 UTC del 28 de julio, y degenerar en un remanente bajo seis horas después.
Las bandas externas de lluvia de Frank trajeron fuertes lluvias a Nayarit. En Tepic, varios barrios se inundaron y 135 viviendas sufrieron daños. Un total de 200 familias se quedaron sin hogar y se vieron obligadas a buscar refugio. Los remanentes de Frank pasaron cerca de la cadena de la isla el 3 y 4 de agosto. Las duchas mejoradas sobre las laderas de barlovento resultaron en totales de lluvia diarios de más de 1 pulgada (25 mm) en lugares aislados pero no se informaron problemas de inundación.

### Huracán Georgette
El 15 de julio de 2016, el Centro Nacional de Huracanes notó que se pronosticaba que un área de baja presión se formaría bien al sur de México a principios de la semana siguiente.. Un área de clima perturbado se estableció al sur del Golfo de Tehuantepec al día siguiente, organizarse lo suficiente como para ser considerado una depresión tropical antes de las 21:00 UTC del 21 de julio. A pesar de la cizalladura del viento moderada del noreste, la depresión se intensificó en la tormenta tropical Georgette a las 15:00 UTC del 22 de julio y se actualizó a un huracán de categoría 1 a las 03:00 UTC del 24 de julio. Durante un período de 24 horas que finaliza a las 03:00 UTC del 25 de julio, los vientos máximos del ciclón aumentaron de 120 km/h hasta un máximo de 130 mph (215 km/h) cuando la convección se volvió más simétrica y se limpió el ojo.  Sin embargo, las aguas progresivamente más frías y un ambiente más estable provocaron que Georgette comenzara a debilitarse poco después: cayó por debajo de la intensidad del huracán antes de las 15:00 UTC del 26 de julio y degeneró en un pozo remanente al oeste-suroeste de Baja California un día después.
La humedad remanente de Georgette trajo fuertes lluvias a Oahu el 31 de julio, pero causó solo pequeñas inundaciones.

### Tormenta tropical Howard
El 29 de julio de 2016, el Centro Nacional de Huracanes notó que se preveía que un área de baja presión se formaría bien al sur de México. Una gran masa de convección se desarrolló al sur de Acapulco, México dos días después, finalmente se fusionaron para formar el octavo ciclón tropical que se une al Atlántico oriental durante el mes de julio. La depresión se intensificó en la tormenta tropical  que nombró Howard a las 09:00 UTC del 1 de agosto, y aunque el ciclón tuvo problemas con la cizalladura del viento del oeste y surgencia, finalmente alcanzó vientos máximos de 60 mph (95 km/h) un día más tarde. Continuando en su camino oeste-noroeste, Howard ingresó a aguas más frías y un ambiente más estable, y la combinación de los dos factores causó que el ciclón degenerara en un pozo remanente al oeste de Baja California a las 21:00 UTC del 3 de agosto.
Los remanentes del sistema se movieron a través del grupo principal de la isla hawaiana el 7 de agosto, cayendo hasta 2 pulgadas (51 mm) de lluvia sobre partes de Kauai, Oahu y Maui, con inundaciones menores ocurriendo en el noroeste de Oahu y las secciones del norte de Maui.

### Tormenta tropical Ivette
El 25 de julio de 2016, el Centro Nacional de Huracanes destacó un área bien al suroeste de Baja California para el potencial de formación de ciclones tropicales durante la semana siguiente. Una gran área de baja presión se formó al sur de Manzanillo, México dos días después, eventualmente ganando una amplia organización para ser declarada depresión tropical antes de las 21:00 UTC del 2 de agosto. La depresión se mejoró a la tormenta tropical que fue nombrada Ivette doce horas más tarde a medida que aumentaba la colocación de bandas. A pesar de las previsiones iniciales que piden un fuerte huracán de categoría 1, la cizalladura del viento moderada solo permitió que el ciclón alcanzara vientos máximos de 60 mph (95 km/h). La continua cizalladura del viento y un entorno más estable provocaron que Ivette se debilitara a una depresión tropical a las 03:00 UTC del 8 de agosto cuando ingresó al Pacífico Central. y 18 horas más tarde degeneró en un remanente bajo al este de Hawái.

### Tormenta tropical Javier
El 2 de agosto de 2016, el Centro Nacional de Huracanes señaló que un área de baja presión en asociación con los remanentes del huracán Earl podría convertirse en un ciclón tropical frente a la costa suroeste de México en días posteriores. Un área de clima alterado se formó al sur del Golfo de Tehuantepec dos días después, eventualmente adquiriendo una organización suficiente como para ser declarada depresión tropical antes de las 06:00 UTC del 7 de agosto. Las observaciones de superficie desde Manzanillo, México a las 16:00 UTC indicaron que la depresión se había intensificado y se había convertido en la tormenta tropical que fue nombrada Javier. Dirigido al noroeste por una cresta de nivel medio sobre Texas, Javier inicialmente luchó para intensificarse como resultado de la cizalladura del viento del este; para el 8 de agosto, sin embargo, un avión de reconocimiento descubrió que el ciclón se había fortalecido para alcanzar vientos máximos de 65 mph (100 km/h). El aire más seco, el aumento de la cizalladura del viento y la interacción con la tierra provocaron que Javier se debilitara rápidamente a partir de entonces; la velocidad del viento había caído a 50 mph (85 km/h) cuando Javier tocó tierra cerca de San José del Cabo al día siguiente a las 03:30 UTC. Javier se debilitó a una depresión tropical a las 12:00 UTC de ese día y degeneró a un baja remanente seis horas después. La circulación de Javier se disipó tarde el 10 de agosto.
Las franjas exteriores de la tormenta trajeron inundaciones a Colima. Los deslizamientos de tierra ocurrieron a lo largo de Lázaro Cárdenas y la Carretera Federal 200. En Manzanillo, un puente se derrumbó y numerosas carreteras federales resultaron dañadas mientras el puerto de la ciudad se cerró debido a las altas olas. Poco después de alcanzar el estado de tormenta tropical, se emitió una alerta "verde" para la multiplicidad de Los Cabos. Las autoridades abrieron 18 refugios en la península de Baja California, al sur del país, y también cerraron puertos. Cuando se pronosticaba que Javier se convertiría en huracán, se emitió una alerta "anaranjada" para el estado de Baja California Sur. En los municipios de La Paz y Los Cabos, las autoridades retrasaron el inicio del año escolar. Se cancelaron seis vuelos hacia y desde San José del Cabo. En Sonora, se declaró una alerta "azul".

### Tormenta tropical Kay
A última hora del 15 de agosto de 2016, el Centro Nacional de Huracanes comenzó a destacar un área al sur de Baja California por el potencial de desarrollo de ciclones tropicales durante la semana siguiente. Una gran área de baja presión se desarrolló al sur de Manzanillo, México al día siguiente, organizando constantemente para que se considere una depresión tropical antes de las 21:00 UTC del 18 de agosto. A pesar de la moderada cizalladura del noreste, la depresión se intensificó en la tormenta tropical Kay doce horas más tarde en su recorrido hacia el noroeste. Mientras que la cizalladura oriental osculaba con fuerza, Kay alcanzó su punto máximo con vientos de 50 mph, luego de que los datos de un microondas indicaran el desarrollo de un ojo de nivel medio. Poco después, sin embargo, la separación entre los centros de nivel medio e inferior hizo que Kay se desorganizara. Al día siguiente, Kay volvió a intensificarse, nuevamente alcanzando la intensidad máxima. Esa intensidad no duró mucho, Kay ingresó al agua a más de 26°C más tarde ese día. El aire más seco y un entorno estable debilitaron a Kay a una depresión a las 12:00 UTC del 23 de agosto, antes de que Kay finalmente degenerase en un baja remanente poco después. El bajo continuó hacia el oeste, antes de disiparse a aproximadamente 585 millas al oeste de Cabo San Lucas.

### Huracán Lester
El 22 de agosto de 2016, el Centro Nacional de Huracanes comenzó a monitorear un área de clima alterado que se formó a varios cientos de millas al sur-suroeste del Golfo de Tehuantepec. La actividad de la tormenta se hizo más organizada al día siguiente, y para el 24 de agosto, el sistema adquirió una circulación bien definida y una organización convectiva adecuada, y se formó una depresión tropical a las 06:00 UTC, mientras estaba situada a unos 385 mi (620 km) al sursuroeste de Manzanillo, México. Moviéndose hacia el oeste-noroeste a lo largo del lado suroeste de una cresta de nivel medio, la tormenta pasó sobre aguas con 29 °C (84 °F) y un área de cizalladura noroeste a baja, la depresión se intensificó gradualmente, convirtiéndose en tormenta tropical en 06:00 UTC el 25 de agosto y recibió el nombre de Lester. En ese momento, la tormenta se encuentra a 485 millas (781 km) al sur del extremo sur de la península de Baja California.. La convección profunda continuó siendo más organizada, con las características del ojo asociadas agrupadas en el centro de la tormenta. El movimiento hacia adelante de Lester se desaceleró a medida que se acercaba a una ruptura de una cresta subtropical. Sin embargo, un eje de cizalla ciclónica de nivel superior hacia el noroeste aumentó ligeramente la cizalladura del viento, y el flujo de salida del nivel superior se limitó sobre la parte norte de la tormenta, la intensidad se estabilizó durante medio día.
El 26 de agosto, una vez que la cizalladura del viento se relaja, Lester continúa fortaleciéndose mientras gira hacia el oeste. Alcanzó el estado de huracán en la medianoche del 27 de agosto y se convirtió en un huracán de categoría dos doce horas después. Lester alcanza vientos de 110 mph (175 km/h) a las 18:00 UTC de ese día, justo por debajo del umbral máximo de huracanes. No obstante, Lester se debilitó inesperadamente el 28 de agosto, la imagen de satélite de microondas sugirió que el aire seco se encontraba en el centro de la tormenta. Más tarde ese día, Lester experimentó un período de intensificación rápida, ya que se movió sobre el agua con 27 °C (81 °F) y una condición con muy poca cizalladura del viento, llegando a un huracán mayor en la mediodía del 29 de agosto y con una intensificación de un huracán categoría cuatro en la escala de huracanes de Saffir-Simpson (EHSS) seis horas después de ese día. Alcanzó su intensidad máxima inicial con vientos de 130 mph (215 km/h) simultáneamente. Lester se debilitó una vez más el 30 de agosto, la imagen de satélite de microondas indicó que el aire seco se encontró nuevamente con el centro de Lester. A pesar de esto, Lester pudo volver a fortalecerse una vez más y alcanzó su intensidad máxima con vientos sostenidos de 145 mph (230 km/h) y una presión barométrica de 944 mbar (hPa; 27.87 inHg) a las 06:00 UTC del 31 de agosto. Un ojo con 30 millas (48 km) de diámetro es visible en la imagen de satélite. Más tarde, Lester comenzó a debilitarse y se mudó a la cuenca del Pacífico Central poco después de las 18:00 UTC de ese día, transfiriendo la capacidad de emitir advertencias sobre ciclones tropicales al Centro de Huracanes del Pacífico Central (CPHC).
Después de desplazarse en el Océano Pacífico Central, Lester continuó debilitándose constantemente, debido al movimiento con bajas temperaturas de la superficie del mar (TSM), cayendo por debajo de un huracán mayor a las 09:00 UTC del 1 de septiembre. A pesar de que fue capaz de intensidad una vez más a medida que avanza en aguas con mayor de la temperatura de la superficie del mar, alcanzando su intensidad máxima secundaria con vientos de 125 mph (205 km/h). Cuando Lester comenzó a moverse hacia el oeste y el noroeste a lo largo del borde sur de una cresta de nivel bajo a medio, reanudó el debilitamiento a medida que rastreó las aguas con temperaturas decrecientes, debilitado a un huracán categoría dos el 2 de septiembre. Esta área está cerca de donde Madeline experimentó una intensificación rápida, como resultado de surgencia. El huracán siguió debilitándose al acercarse a Hawái debido al aumento de la cizalladura del viento, cayendo a la categoría uno el 3 de septiembre. El 4 de septiembre, la tormenta pasó cerca de 130 millas (210 km) al norte de Honolulu, Hawái con los vientos máximos sostenidos de 75 mph (120 km/h). La fuerte cizalladura del viento hizo mella en Lester, la convección profunda se secó desde el centro, basándose en la apariencia del satélite y las estimaciones de intensidad del satélite Dvorak, el CPHC degradado Lester a una tormenta tropical más tarde ese día, ya que se alejó a las costas de Hawái. Lester continuó debilitándose a medida que la cizalladura del viento del sudoeste seguía afectando la tormenta. A pesar de moverse hacia aguas más frías y un entorno con mayor cizalladura del viento, Lester podría desarrollar algunas pequeñas nubes cumulonimbus en el semicírculo del noroeste, y fortalecerse ligeramente el 5 de septiembre. Lester se mantuvo como una tormenta tropical durante dos días más, antes de ser clasificado como un ciclón post-tropical.

### Huracán Madeline
El 21 de agosto de 2016, el Centro Nacional de Huracanes notó que un área de baja presión podría formarse bien al sur-suroeste del extremo sur de Baja California en días posteriores. Un área de clima alterado se desarrolló unas horas más tarde, organizándose lentamente en una depresión tropical antes de las 21:00 UTC del 26 de agosto. Con una impresionante banda espiral y un núcleo interno mejorado, la depresión se mejoró a la tormenta tropical que fue nombrada Madeline seis horas después. Dirigido hacia el noroeste en el Pacífico central, el ciclón inicialmente luchó con la cizalladura del viento moderada; sin embargo, una característica del ojo se desarrolló dentro del denso centelleo central de la tormenta a las 09:00 UTC del 29 de agosto, lo que provocó una mejora a la intensidad de los huracanes. Madeline comenzó un período de intensificación rápida a partir de entonces, y con un ojo lleno de nubes rodeado por un anillo de convección profunda, se actualizó a un huracán de categoría 3 a las 21:00 UTC antes de llegar a una categoría de 130 mph (215 km/h) así también como un huracán de categoría 4 el día 30 de agosto. Un canal de nivel superior responsable de la trayectoria noroeste del ciclón se movió al norte de las islas hawaianas el 30 de agosto, causando que una cresta subtropical al norte del ciclón se construyera hacia el sur. Como resultado, Madeline giró hacia el oeste y luego hacia el suroeste. Bajo la creciente cizalladura del viento, el patrón de nubes de Madeline se volvió menos redondeado y el ojo de la tormenta se oscureció, lo que indica su caída por debajo de la intensidad de los huracanes. El efecto continuo de la fuerte cizalladura del oeste debilitó a Madeline a una tormenta tropical antes de la medianoche del 1 de septiembre, a una depresión tropical seis horas después, y además a un remanente bajo a las 21:00 UTC del 2 de septiembre al oeste-suroeste de Hawái. Madeline causó algunos daños e inundaciones en la gran isla de Hawái. La baja remanente en última instancia, se disipó al suroeste de Kauai al día siguiente.
Al otro lado de la Isla Grande de Hawái, la tormenta fue responsable de 5 a 11 pulgadas (125 a 280 mm) de lluvia, pero se extendieron durante un largo período que mitigó los graves impactos de las inundaciones. Algunas carreteras bajas y propensas a inundaciones en Hilo fueron inundadas brevemente pero no se reportaron daños significativos.

### Huracán Newton
El 27 de agosto de 2016, el Centro Nacional de Huracanes (NHC) mencionó por primera vez el potencial para que el área de baja presión se desarrolle al sur de México como un área para la ciclogénesis tropical. Un área de clima alterado formada el 31 de agosto en el oeste de Guatemala, que se convirtió en un nivel bajo a través de al día siguiente. Las condiciones ambientales favorables permitieron que el sistema organizara y desarrollara un área distinta de baja presión el 2 de septiembre, lo que produjo un área extendida de tormentas desorganizadas. Una circulación comenzó a organizarse dentro del sistema, lo que lleva al Centro Nacional de Huracanes ha clasificarlo como depresión tropical Quince-E el 4 de septiembre a unos 220 millas (355 km) al suroeste de Manzanillo, Colima. Con aguas cálidas, cizalladura moderada del viento y humedad adecuada, el sistema continuó organizándose después de la formación, fortaleciéndose con la tormenta tropical que fue nombrada Newton a principios del 5 de septiembre. La tormenta se movió hacia el noroeste, guiada por una cresta que se extendía sobre Texas. A última hora del 5 de septiembre, un ojo era visible en las imágenes satelitales, y los cazadores de huracanes observaron vientos de nivel de vuelo de 140 km/h (85 mph); basado en estas observaciones, el Centro Nacional de Huracanes mejoró a Newton al estado de huracán. Con una continua cizalladura del viento baja y aguas cálidas, Newton se intensificó aún más a una intensidad máxima de 90 mph (150 km/h) temprano el 6 de septiembre. Ese día, el gran campo de viento y el ojo de 52 millas (83 km) no pudieron organizar más, y el huracán tocó tierra cerca de Cabo San Lucas, Baja California Sur, cerca de la intensidad máxima como lo hizo el huracán Odile de la temporada 2014. Rodeando la periferia occidental de la cresta, Newton giró hacia el norte y se debilitó sobre la península de Baja California. La pared del ojo se deterioró y se vino abajo mientras la convección menguaba. El 7 de septiembre, Newton hizo una segunda toma de tierra en el territorio continental de México cerca de Bahía Kino, Sonora, y se debilita a la condición de tormenta tropical. La tormenta se curvó hacia el noreste por delante de una gran depresión, con el aumento de la cizalladura del viento que expone el centro de la convección menguante. A las 21:00 UTC del 7 de septiembre, el Centro Nacional de Huracanes suspendió las advertencias sobre Newton, evaluando que la tormenta degeneró en un ciclón post-tropical antes de cruzar hacia el sur de Arizona. La circulación residual continuó hacia el noreste, Disipando antes del 8 de septiembre.

### Huracán Orlene
El 5 de septiembre de 2016, una onda tropical que ha atravesado la cuenca del Atlántico se trasladó al Pacífico oriental. Al pasar al sur del Golfo de Tehuantepec, la perturbación se organizó gradualmente y, para el 10 de septiembre, las imágenes de satélite mostraron que se había formado una circulación superficial, sin embargo, la actividad de la tormenta estaba demasiado desorganizada como para clasificarse como un ciclón tropical. Se estima que la depresión tropical Dieciséis-E se formó en la medianoche del 11 de septiembre a unas 700 millas (1.100 km) al sursuroeste del extremo sur de Baja California, luego de que se desarrollara una función de banda curva cerca del centro. El centro se incrustó en una nubosidad central densa, y seis horas más tarde, se mejoró a la tormenta tropical que fue nombrada Orlene. Moviéndose al norte-noroeste alrededor de una cresta de alta presión, Orlene ingresó a un área de temperaturas cálidas de la superficie del mar y una baja cizalladura del viento, lo que provocó un período de intensificación rápida cuando un ojo bien definido se hizo visible en el centro, y Orlene se convirtió en huracán en 6:00 UTC 12 de septiembre. El huracán finalmente alcanzó su intensidad máxima como un huracán de categoría 2 de alta gama con vientos de 110 mph (180 km/h) a las 18:00 UTC de ese día. La tormenta luego se movió a un área de aguas más frías, lo que causó que Orlene se debilitara de nuevo a una tormenta tropical a medida que disminuía la velocidad debido a que un canal se acercaba a ella y eventualmente fue reemplazado por una cresta. Comenzó a girar hacia el oeste, y volvió a fortalecerse hasta convertirse en huracán antes de finalmente sucumbir al aumento de la cizalladura del viento y el debilitamiento comenzó de nuevo. Orlene se deterioró a un mínimo remanente el 17 de septiembre, que persistió durante otras 12 horas antes de disiparse.
La profundidad de la humedad tropical proveniente de los remanentes de Orlene, que pasaba al norte de la cadena de la isla, produjo lluvias moderadas a fuertes e inundaciones menores a lo largo de las laderas de barlovento de Haleakala el 23 de septiembre.

### Huracán Paine
Los orígenes de Paine fueron complejos, y se originaron a partir de varias olas tropicales. El 10 de septiembre de 2016, el primero se trasladó al Pacífico oriental. Se movió hacia el oeste durante los días siguientes, generando un área pequeña de baja presión como resultado. La convección se mantuvo desorganizada debido a la cizalladura del este, que inhibió el desarrollo. Para el 16 de septiembre, otra ola que se había formado superó al pequeño y lo absorbió en su circulación. El sistema se organizó mejor con una gran área de convección, pero la circulación se alargó. Durante el día siguiente, la cizalladura del viento disminuyó y la convección se organizó mejor, y se estima que una depresión tropical se formó en la medianoche del 18 de septiembre, a unas 325 millas (523 km) al oeste-suroeste de Manzanillo, Colima, convirtiéndose en tropical tormenta alrededor de seis horas más tarde y le asignó el nombre de Paine. Casi de inmediato, el ciclón experimentó un período de intensificación rápida a medida que se desplazaba hacia el noroeste en torno a la periferia de una cresta subtropical que estaba sobre México. Las características de anillado se desarrollaron en asociación con un recubrimiento central denso que produjo una convección muy profunda. El 19 de septiembre, Paine se convirtió en un huracán y poco después alcanzó su intensidad máxima alrededor de las 18:00 UTC. Tan pronto como se convirtió en huracán, se debilitó a un ritmo similar debido a la disminución de la temperatura de la superficie del mar, y Paine se degradó a un nivel remanente solo un día después de alcanzar su intensidad máxima. Los remanentes de Paine continuaron moviéndose hacia el norte antes de disiparse cerca de la costa de la península de Baja California.

### Tormenta tropical Roslyn
Una onda tropical se trasladó al Pacífico oriental el 17 de septiembre de 2016, generando una baja presión en el área amplia a medida que se movía hacia el oeste. La perturbación careció de una organización significativa hasta el 24 de septiembre, cuando la actividad de la lluvia y la tormenta se hizo un poco más organizada, aunque el sistema carecía de una circulación bien definida. Después de organizarse gradualmente, se estima a partir de datos satelitales que una depresión tropical se formó a las 12:00 UTC a unas 700 millas (1.100 km) al suroeste del extremo de Baja California. Se movió hacia el norte y se actualizó a la tormenta tropical que fue nombrada Roslyn al día siguiente en la medianoche. La cizalladura del viento moderada y el aire seco impidieron cualquier fortalecimiento significativo y, a las 18:00 UTC, alcanzó una intensidad máxima de 50 mph (80 km/h). El 27 de septiembre, la cizalladura del viento del suroeste comenzó a debilitar lentamente a Roslyn durante los siguientes dos días, debilitándose hasta una depresión tropical el 29 de septiembre y degradada a un nivel remanente poco después, disipándose al día siguiente a unos cientos de millas al oeste de Cabo San Lázaro.

### Huracán Ulika
El 26 de septiembre de 2016, el Centro Nacional de Huracanes mejoró una onda tropical largamente rastreada en la depresión tropical Diecinueve-E. A las pocas horas de la formación, la depresión se trasladó al Pacífico Central y se actualizó a la tormenta tropical que fue nombrada Ulika. Ulika fue elevado a categoría 1 de huracán a las 2:00 a. m. PDT (09:00 UTC) del 28 de septiembre, convirtiéndose en el duodécimo huracán del Pacífico de la temporada. Se advierte que el huracán Ulika es solo uno de los dos ciclones tropicales que se forman en la cuenca del Pacífico oriental, luego se traslada a la cuenca del Pacífico central y luego vuelve a la cuenca del Pacífico oriental. El otro ciclón tropical conocido para hacer esto es el huracán Olaf del año anterior. 
Ulika fue también el primer ciclón tropical registrado en cruzar desde el este al Pacífico central dos veces, ya que cruzó 140°W un total de tres veces. Además, Ulika es solo la sexta tormenta que se formará en el Pacífico oriental, pero no se nombrará hasta que ingrese al Pacífico central. Los otros fueron la tormenta tropical Lala de la temporada de 1984, los huracanes Iniki de la temporada de 1992, Li de la temporada de 1994, las tormentas tropicales Lana de la temporada de 2009 y Ela de la temporada de 2015.

### Huracán Seymour
El 11 de octubre de 2016, una onda tropical de rápido movimiento se movió fuera de la costa de África y atravesó el Atlántico sin desarrollo. Para el 20 de octubre, la perturbación surgió en el Océano Pacífico. Al día siguiente, se desarrolló una circulación de superficie débil en respuesta a un evento de hueco de viento en el Golfo de Tehuantepec. La organización continuó más durante los siguientes dos días, y después de que la convección profunda se volvió más concentrada y el nivel bajo mejor definido, se estima que la depresión tropical Veinte-E se formó alrededor de las 06:00 UTC del 23 de octubre a unas 360 millas (580 km) al sur de Manzanillo, Colima, se fortaleció luego en una tormenta tropical seis horas más tarde y asignó el nombre Seymour, en consecuencia. Moviéndose hacia el oeste, Seymour comenzó a desarrollar características de anillado y un ojo se hizo evidente en los satélites. Posteriormente, el huracán entró en un período de intensificación rápida debido a condiciones muy favorables, que incluyeron una cizalladura del viento baja, una atmósfera húmeda y temperaturas de la superficie del mar de alrededor de 29-30°C (84-86°F). El ojo de Seymour luego se contrajo a alrededor de 10 millas (16 km). A última hora del 25 de octubre, Seymour alcanzó su intensidad máxima como huracán de alta categoría categoría 4 con vientos sostenidos de 150 mph (240 km/h) y una presión de 940 milibares (27,75 inHg). Poco después de alcanzar su punto máximo en intensidad, el ciclón se debilitó rápidamente en respuesta al aumento de la cizalladura del viento, el aire más seco y la disminución de la temperatura de la superficie del mar debido al afloramiento cuando giraba hacia el noroeste alrededor del borde de una cresta subtropical. A las 18:00 UTC del 27 de octubre, Seymour se había debilitado a una tormenta tropical, poco antes de degenerar en un mínimo remanente temprano al día siguiente. La baja siguió derivando hacia el norte antes de disiparse el 30 de octubre a unas 500 millas (800 km) al oeste de Puerto Cortés, Baja California Sur, México.

### Tormenta tropical Tina
El 2 de noviembre de 2016 se desató una perturbación tropical de un canal de nivel bajo a medio sobre el norte del Mar Caribe, moviéndose hacia el sudoeste hacia el Pacífico oriental el 8 de noviembre. Ese mismo día, se formó un área de baja presión dentro de la perturbación. La convección profunda persistente aumentó significativamente durante los días siguientes, atribuida al paso de una onda Kelvin acoplada convectivamente. Girando hacia el norte debido a un nivel medio alto, la convección continuó aumentando a pesar del aumento de la cizalladura del viento en dirección suroeste. Para el 12 de noviembre, se había formado un centro de circulación de bajo nivel dentro del sistema mucho más amplio, aunque desorganizado. Finalmente, la circulación se definió lo suficiente como para ser declarada tormenta tropical que fue nombrada Tina a las 06:00 UTC del 13 de noviembre. Sin embargo, debido a la fuerte cizalladura del viento, Tina permaneció débil durante todo el día, con vientos nunca superiores a 40 mph (65 km/h). A medida que las circulaciones de bajo y medio nivel comenzaron a desacoplarse, Tina giró hacia el oeste al día siguiente mientras se debilitaba a una depresión tropical. En medio de una fuerte cizalladura y un ambiente atmosférico seco, la convección no pudo sostenerse y Tina degeneró a una baja remanente tan solo 30 horas después de su formación. El mínimo remanente continuó derivando hacia el oeste durante los siguientes cuatro días, antes de disiparse por completo el 18 de noviembre.

### Tormenta tropical Otto
El día 14 de noviembre de 2016, el Centro Nacional de Huracanes (CNH) pronosticó la posibilidad de la formación de un área de baja presión en el extremo suroeste del mar Caribe en los días subsecuentes. Sobre el día siguiente, la baja presión empezó a coalescer. Guiado por una cresta extremadamente débil, la baja presión permaneció estcionado al norte de la costa panameña por unos días. Sin embargo, en la madrugada del 19 de noviembre, el sistema tuvo un dramático incremento de su actividad tormentosa. La convección luego se disipó, sin embargo, las condiciones aún eran favorables para un desarrollo por lo menos unos 5 días. El 20 de noviembre, un avión de cazahuracanes, examinó al sistema y encontró un centro de circulación bien definido, aunque, no poseía suficiente convección para ser clasificado como un ciclón tropical. El Centro Nacional de Huracanes, afirmó que, de incrementarse su actividad tormentosa resultaría en iniciar avisos sobre tal fenómeno. En la madrugada del siguiente día, se observaron bandas nubosas y actividad tormentosa y a las 09:00 UTC fue designado como la depresión tropical dieciséis. La actividad siguió incrementándose y el sistema fue clasificado como tormenta tropical y se nombró: Otto. El 25 de noviembre, el centro de la tormenta tropical Otto de la cuenca del Atlántico emergió en el Pacífico oriental, convirtiéndose en el primero en hacerlo desde el huracán Cesar-Douglas en la temporada de 1996. Debido al cruce sobre el terreno montañoso de Nicaragua y Costa Rica, Otto se debilitó un poco a medida que avanzaba hacia el oeste, con posibles indicios de que su circulación se inclinaba. Continuando moviéndose hacia el oeste debido a la influencia de una cresta subtropical al norte, Otto finalmente se encontró con condiciones ambientales más hostiles, ya que la cizalladura del viento comenzó a aumentar drásticamente. La circulación de Otto se interrumpió y Otto se abrió a una depresión el 26 de noviembre.

### Otros ciclones
- El 11 de agosto de 2016, la Agencia Meteorológica de Japón (JMA) informó que se había desarrollado una depresión tropical cerca de la línea internacional de cambio de fecha a unos 2.000 km (1.245 millas) al noroeste de Honolulú, Hawái.[195] Durante el día siguiente, el sistema se movió hacia el noroeste y se notó por última vez antes de que se trasladara a la cuenca del Pacífico occidental.[196]
- El 12 de septiembre de 2016, la JMA informó que se había desarrollado otra depresión tropical al este de la línea internacional de cambio de fecha,[197] mientras que el Centro de Huracanes del Pacífico Central evaluó que tiene una baja probabilidad de formación en las próximas 48 horas.
- Sin embargo, el sistema se disipó poco después en medio de condiciones desfavorables. El 3 de octubre, de acuerdo con su mejor trayectoria, la JMA comenzó a rastrear una depresión tropical al este de la línea internacional de cambio de fecha. El sistema se trasladó al Pacífico occidental, donde eventualmente se convirtió en el Tifón Songda.[198] El 15 de octubre, la Agencia Meteorológica de Japón comenzó a rastrear una depresión tropical justo al este de la línea internacional de cambio de fecha, sin embargo, la depresión tropical se trasladó a la cuenca del Pacífico occidental seis horas más tarde.

## Nombres de los ciclones tropicales
Los siguientes nombres se utilizaron para las tormentas nombradas que se formaron en el noreste del Océano Pacífico durante 2016. No se retiraron nombres durante la XXXIX sesión de la RA VI Hurricane Committee el 26 de marzo de 2017; como tal, todos serán reutilizados en la temporada de 2022. Esta fue la misma lista utilizada en la temporada de 2010, excepto por el nombre Ivette, que reemplazó a Isis, luego de que se convirtiera en sinónimo del Estado Islámico de Irak y Siria. Por lo tanto, el nombre Ivette se usó por primera vez este año.
| - Agatha - Blas - Celia - Darby - Estelle - Frank - Georgette - Howard | - Ivette - Javier - Kay - Lester - Madeline - Newton - Orlene - Paine | - Roslyn - Seymour - Tina - Virgil (sin usar) - Winifred (sin usar) - Xavier (sin usar) - Yolanda (sin usar) - Zeke (sin usar) |

Otto ingresó a la cuenca del Pacífico nororiental desde la cuenca del Atlántico, después de haber sobrevivido a su paso por América Central como ciclón tropical. Sin embargo, el nombre "Otto" se retiró más tarde debido a sus importantes impactos en América Central.
Para las tormentas que se forman en el área de responsabilidad del Centro de Huracanes del Pacífico Central, que abarca el área entre 140 grados al oeste y la Línea internacional de cambio de fecha, todos los nombres se utilizan en una serie de cuatro listas rotatorias. Los siguientes cuatro nombres que se programarán para su uso en la temporada de 2016 se muestran a continuación de esta lista.
| - Pali - Ulika | - Walaka (sin usar) - Akoni (sin usar) | - Ema (sin usar) - Hone (sin usar) |  |

### Nombres retirados
- El 26 de marzo de 2017, la Organización Meteorológica Mundial anunció que nunca retiró el nombre de ninguna, ya que no provocó daños millonarios y víctimas mortales. Con la excepción del huracán Otto, quien fue retirado en el Océano Atlántico Norte debido a los daños causados en América Central.

## Estadísticas de temporada
Esta es una tabla de todas los sistemas que se han formado en la temporada de 2016. Incluye su duración, nombres, áreas afectada(s), indicados entre paréntesis, daños y muertes totales. Las muertes entre paréntesis son adicionales e indirectas, pero aún estaban relacionadas con esa tormenta. Los daños y las muertes incluyen totales mientras que la tormenta era extratropical, una onda o un baja, y todas las cifras del daño están en USD 2016.
| DT | TT | 1 | 2 | 3 | 4 | 5 |

| Nombre                  | Fechas activo                  | Categoría de tormenta en intensidad máxima | Vientos máx. (km/h) | Presión min (hPa) | ACE               | Áreas afectadas                        | Áreas afectadas | Áreas afectadas | Daños (en millones USD) | Muertos |
| Nombre                  | Fechas activo                  | Categoría de tormenta en intensidad máxima | Vientos máx. (km/h) | Presión min (hPa) | ACE               | Lugar                                  | Fecha           | Vientos (km/h)  | Daños (en millones USD) | Muertos |
| ----------------------- | ------------------------------ | ------------------------------------------ | ------------------- | ----------------- | ----------------- | -------------------------------------- | --------------- | --------------- | ----------------------- | ------- |
| Pali                    | 7 – 14 de enero                | Huracán categoría 2                        | 155 (100)           | 978               | 8.975             | Ninguno                                | Ninguno         | Ninguno         | N/A                     | 4       |
| Uno-E                   | 6 – 8 de junio                 | Depresión tropical                         | 55 (35)             | 1006              | 0                 | Ninguno                                | Ninguno         | Ninguno         | N/A                     | 0       |
| Agatha                  | 2 – 5 de julio                 | Tormenta tropical                          | 85 (50)             | 1002              | 1.29              | Ninguno                                | Ninguno         | Ninguno         | N/A                     | 0       |
| Blas                    | 2 – 10 de julio                | Huracán categoría 4                        | 220 (140)           | 947               | 19.5525           | Ninguno                                | Ninguno         | Ninguno         | N/A                     | 0       |
| Celia                   | 6 – 16 de julio                | Huracán categoría 2                        | 155 (100)           | 972               | 10.0075 (0.1225)  | Ninguno                                | Ninguno         | Ninguno         | N/A                     | 0       |
| Darby                   | 11 – 26 de julio               | Huracán categoría 3                        | 195 (120)           | 958               | 18.45 (4.0625)    | Ninguno                                | Ninguno         | Ninguno         | N/A                     | 0       |
| Estelle                 | 15 – 22 de julio               | Tormenta tropical                          | 110 (70)            | 990               | 6.8925            | Ninguno                                | Ninguno         | Ninguno         | N/A                     | 0       |
| Frank                   | 21 – 28 de julio               | Huracán categoría 1                        | 140 (85)            | 979               | 8.31              | Ninguno                                | Ninguno         | Ninguno         | N/A                     | 0       |
| Georgette               | 21 – 27 de julio               | Huracán categoría 4                        | 215 (130)           | 952               | 10.81             | Ninguno                                | Ninguno         | Ninguno         | N/A                     | 0       |
| Howard                  | 31 de julio – 3 de agosto      | Tormenta tropical                          | 95 (60)             | 998               | 1.965             | Ninguno                                | Ninguno         | Ninguno         | N/A                     | 0       |
| Ivette                  | 2 – 8 de agosto                | Tormenta tropical                          | 95 (60)             | 1000              | 3.5275            | Ninguno                                | Ninguno         | Ninguno         | N/A                     | 0       |
| Javier                  | 7 – 9 de agosto                | Tormenta tropical                          | 100 (65)            | 997               | 1.48              | San José del Cabo, Baja California Sur | 9 de agosto     | 75 (45)         | N/A                     | 0       |
| Kay                     | 18 – 23 de agosto              | Tormenta tropical                          | 85 (50)             | 1000              | 2.585             | Ninguno                                | Ninguno         | Ninguno         | N/A                     | 0       |
| Lester                  | 24 de agosto – 7 de septiembre | Huracán categoría 4                        | 230 (145)           | 944               | 21.2525 (14.1525) | Ninguno                                | Ninguno         | Ninguno         | N/A                     | 0       |
| Madeline                | 26 de agosto – 2 de septiembre | Huracán categoría 4                        | 215 (130)           | 950               | 1.84 (11.4225)    | Ninguno                                | Ninguno         | Ninguno         | N/A                     | 0       |
| Newton                  | 4 – 7 de septiembre            | Huracán categoría 1                        | 150 (90)            | 977               | 4.1325            | Cabo San Lucas, Baja California Sur    | 6 de septiembre | 150 (90)        | $95.8 millones          | 9       |
| Orlene                  | 11 – 17 de septiembre          | Huracán categoría 2                        | 175 (110)           | 967               | 10.11             | Ninguno                                | Ninguno         | Ninguno         | N/A                     | 0       |
| Paine                   | 18 – 21 de septiembre          | Huracán categoría 1                        | 150 (90)            | 979               | 3.38              | Ninguno                                | Ninguno         | Ninguno         | N/A                     | 0       |
| Roslyn                  | 25 – 29 de septiembre          | Tormenta tropical                          | 85 (50)             | 999               | 1.375             | Ninguno                                | Ninguno         | Ninguno         | N/A                     | 0       |
| Ulika                   | 26 – 30 de septiembre          | Huracán categoría 1                        | 120 (75)            | 992               | 2.1975 (0.325)    | Ninguno                                | Ninguno         | Ninguno         | N/A                     | 0       |
| Seymour                 | 23 – 28 de octubre             | Huracán categoría 4                        | 240 (150)           | 940               | 14.64             | Ninguno                                | Ninguno         | Ninguno         | N/A                     | 0       |
| Tina                    | 13 – 14 de noviembre           | Tormenta tropical                          | 65 (40)             | 1004              | 0.245             | Ninguno                                | Ninguno         | Ninguno         | N/A                     | 0       |
| Otto                    | 25 – 26 de noviembre           | Tormenta tropical                          | 110 (70)            | 993               | 1.415             | Ninguno                                | Ninguno         | Ninguno         | N/A                     | 0       |
| Totales de la temporada |                                |                                            |                     |                   |                   |                                        |                 |                 |                         |         |
| 23 ciclones             | 7 de enero – 26 de noviembre   |                                            | 240 (150)           | 940               | 145.4575 (39.06)  | Varios                                 | Varios          | Varios          | > $96 millones          | 15      |